# Vladimir Voronkov
Vladimir Petrovitsj Voronkov (Russisch: Владимир Петрович Воронков) (20 maart 1944 - Tsjoevasjië, 28 september 2018) was een Russisch langlaufer. 

## Carrière
Voronkov nam tweemaal deel aan de Olympische Winterspelen. In 1968 behaalde hij de vierde plaats op de 30 kilometer en de estafette en vier jaar later in Sapporo won hij olympisch goud op de estafette. In 1970 werd Voronkov wereldkampioen op de estafette. Voronkov was gedurende lange duur de trainer van de langlaufer van het Sovjetleger.

## Belangrijkste resultaten

### Olympische Winterspelen
| Editie | Plaats   | Resultaten                                |
| ------ | -------- | ----------------------------------------- |
| 1968   | Grenoble | 22e 15 km 4e 30 km 16e 50 km 4e estafette |
| 1972   | Sapporo  | 12e 15 km · estafette                     |

### Wereldkampioenschappen langlaufen
| Jaar | Plaats       | Resultaten                                |
| ---- | ------------ | ----------------------------------------- |
| 1968 | Grenoble     | 22e 15 km 4e 30 km 16e 50 km 4e estafette |
| 1970 | Vysoké Tatry | estafette                                 |
| 1972 | Sapporo      | 12e 15 km · estafette                     |